# St. Kastulus (Unterschönbach)

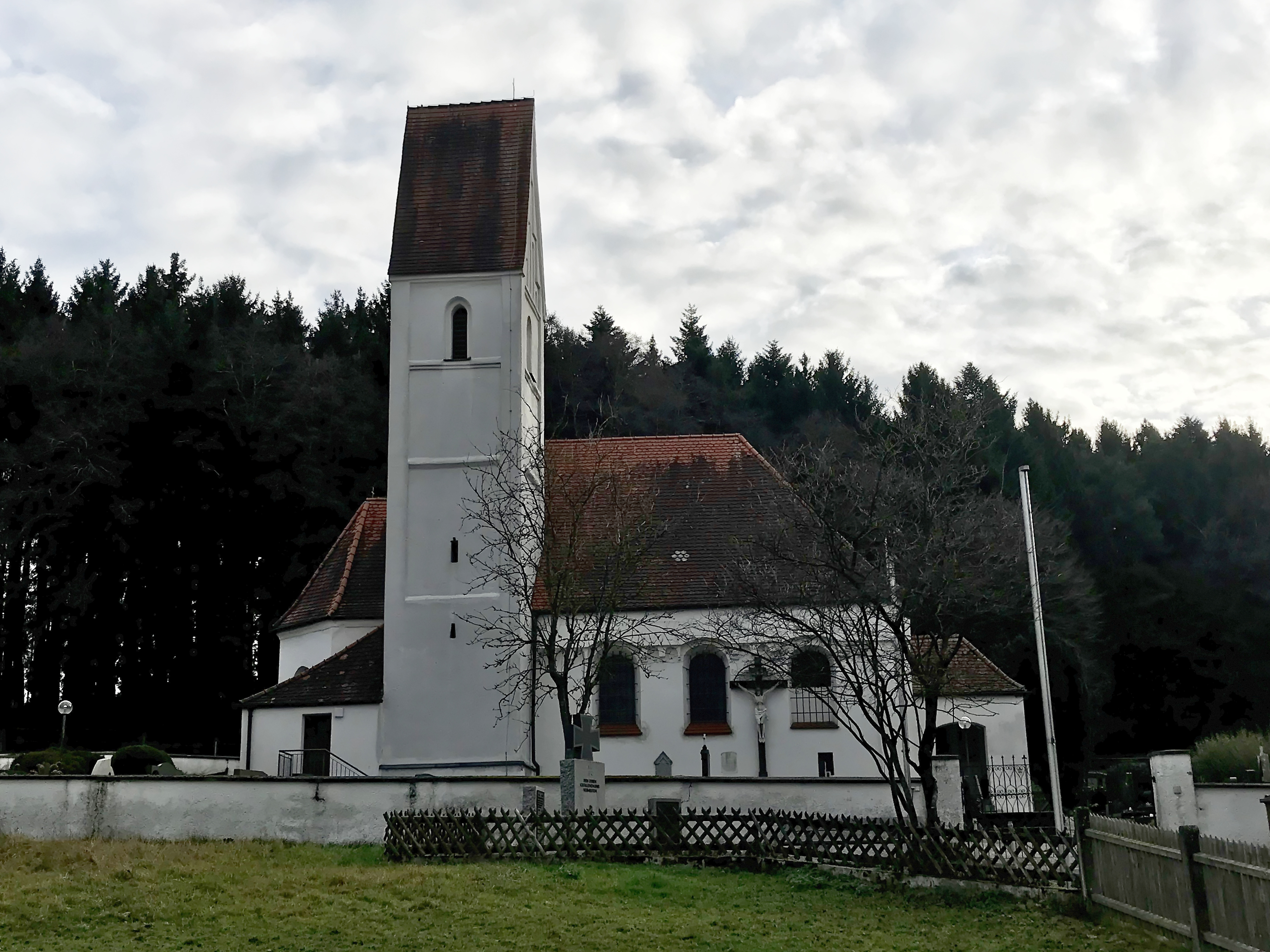
St. Kastulus in Unterschönbach

Die katholische Pfarrkirche St. Kastulus ist ein Baudenkmal in Unterschönbach bei Kühbach.

## Geschichte
Über die Hintergründe des Patroziniums des heiligen Kastulus gibt es keine Aufzeichnungen. Die Kirche befand sich seit jeher im Besitz des Klosters St. Ulrich und Afra in Augsburg. Das Langhaus der Kirche wurde im 13. Jahrhundert errichtet, wohingegen Chor und Turm laut einer Inschrift um 1459 entstanden.

## Baubeschreibung
Bei St. Kastulus handelt es sich um einen flachgedeckten Saalbau mit eingezogenem Chor unter einem Netzrippengewölbe. Im nördlichen Satteldachturm hängen drei Glocken aus den Jahren 1482, 1516 und 1856. Am Langhaus sind romanische Rundbogenfriese zu finden. Die Kirche umgibt ein Friedhof.

## Ausstattung
An der nördlichen Chorwand findet sich ein Malereifragment aus dem 15. Jahrhundert. Die Altäre entstanden um 1770/80. Der Hochaltar stammt von Johann Anton Wiest aus Schrobenhausen. Die von einem Wolkenkranz umgebene Figur des heiligen Kastulus ist aus dem 15. Jahrhundert. Die Figur links stellt den heiligen Florian dar, die rechts noch einmal den heiligen Kastulus. Im rechten Seitenaltar findet sich ein Gemälde des Patrons, im Auszug ist der heilige Franziskus dargestellt. Im linken Seitenaltar ist der heilige Isidor abgebildet, im Auszug der heilige Antonius von Padua mit Jesuskind. Neben dem Kruzifix aus dem 18. Jahrhundert stehen Figuren der Heiligen Nikolaus und Johannes Nepomuk, darunter Figuren der 14 Nothelfer um 1500. An der Empore sind in einem Relief aus dem 16. Jahrhundert die 12 Apostel und der Salvator mundi abgebildet. Der Taufstein ist von 1497.